# 2561 Марґолін
2561 Марґолін (2561 Margolin) — астероїд головного поясу, відкритий 8 жовтня 1969 року.
Тіссеранів параметр щодо Юпітера — 3,492.